# Горностай (канонерская лодка)
«Горностай» — мореходная канонерская лодка Российского императорского флота типа «Морж».

## Строительство
Построена на Бьёрнеборгской верфи (Финляндия). Строитель — инженер Л. Кальстрём. Наблюдающие — корабельный инженер-капитан Н. И. Базанов и совещательный член Кораблестроительного технического комитета инженер-капитан Н. А. Арцеулов. Отделочные работы и установка механизмов производились в Кронштадте.

## Служба
Первый командир — К. Ф. Литке.
В 1866—1867 годах совершила плавание из Кронштадта через Магелланов пролив в устье Амура. Летом 1867 года зачислена в состав Сибирской флотилии, в которой состояла до 19 октября 1893 года.
В 1868—1869 годах под командованием лейтенанта А. А. Остолопова обслуживала гидрографические работы лейтенанта К. С. Старицкого в северо-западной части Японского моря и в заливе Петра Великого.
В 1870 году назначена в распоряжение русского посланника в Пекине.
Зимовку с 1872 на 1873 год «Горностай» провёл во Владивостоке.
В 1875 — 1880 годах лодка несколько раз выходила под брейд-вымпелом главного командира портов Восточного океана военного губернатора Приморской области контр-адмирала Г. Ф. Эрдмана
В 1876 году канонерская лодка под командованием капитан-лейтенанта В. А. Терентьева ходила из Владивостока через Татарский пролив и Амурский лиман в Охотское море с целью осмотра портов на его побережье. В этом же году лодка была включена в состав Тихоокеанской эскадры контр-адмирала О. П. Пузино во время проведения «Второй американской экспедиции». В Северо-Американских Соединённых Штатах посетила Сан-Франциско. Вернулась во Владивосток летом 1877 года.
С 1878 по 1886 год находилась под командованием капитана 2-го ранга О. В. Старка.
С 1886 года использовалась как гидрографическое и лоцмейстерское судно. В этих целях лодка была направлена в Николаевск-на-Амуре, а в августе поднялась до устья реки Сунгари, попутно производя промер фарватера. «Горностай» стала первым из русских военных судов достигнув Хабаровска.
Далее, вплоть до исключения из списков флота в 1893 году, находилась в распоряжении Отдельной съемки Восточного (Тихого) океана, обслуживая описные работы в заливе Петра Великого. В ходе одной из них в заливе Стрелок появился мыс Корнильева — назван в честь производителя гидрографических работ старшего штурмана канонерской лодки «Горностай» лейтенанта А. А. Корнильева. 9 сентября 1893 года лодка вернулась из очередной гидрографической экспедиции тем самым окончив кампанию, после чего была разоружена и сдана к порту, после чего исключена из списков.
Однако, ещё до 1898 года лодка использовалась на брандвахте Владивостокского порта. В это время ей командовали капитан 2 ранга Гаврилов и лейтенант А. А. Балк.

## Память
В честь канонерской лодки «Горностай» названы:
- бухта Горностай (Японское море, Залив Петра Великого)[3];
- мыс Горностай (Японское море, Залив Петра Великого)[3].

## Известные люди, служившие на корабле

### Командиры
- ??.??.1865—??.??.1867 лейтенант К. Ф. Литке
- ??.??.1868—??.??.1869 лейтенант А. А. Остолопов
- ??.??.1876—??.??.1878 капитан-лейтенант В. А. Терентьев
- ??.??.1878—??.??.1886 капитан 2-го ранга О. В. Старк
- ??.??.1886—27.09.1891 капитан 2-го ранга А. Р. Бойль[4]
- 27.09.1891—??.??.1892 капитан-лейтенант Л. К. Клодт фон Юргенсбург
- ??.??.189?—??.??.1893 капитан 2-го ранга П. С. Павло́вский
- ??.??.189?—??.??.1898 капитан 2-го ранга Гаврилов
- ??.??.1898—??.??.1898 лейтенант А. А. Балк

### Другие должности
- ??.??.1869—??.??.1872 вахтенный начальник мичман Б. К. Де-Ливрон
- ??.??.1886—??.??.1887 артиллерийский офицер прапорщик КМА Ф. А. Берсенев
- 22.10.1888—??.??.1890 вахтенный начальник А. А. Горшков[5]
- ??.04.1896—??.??.1896 вахтенный начальник лейтенант П. П. Шмидт
- ??.??.1891—01.01.1893 вахтенный начальник мичман Ф. В. Раден
- 14.03.1892—??.??.1892 старший штурман лейтенант А. А. Корнильев (врио)
- 27.02.1893—09.09.1893 старший штурман лейтенант А. А. Корнильев
- А. М. Зацарённый